# San José del Cabo
San José del Cabo ist ein Ort an der Cortes-See und Sitz der südlichsten Gemeinde des mexikanischen Bundesstaates Baja California Sur, Los Cabos.

## Lage
Das Stadtzentrum befindet sich auf einem kleinen Hügel, der etwa anderthalb Kilometer von der Cortes-See entfernt ist und mit frischen Windbrisen vom Meer versorgt wird. San José ist ein landwirtschaftliches Zentrum, das von Ackerland umgeben ist. Im Norden und Osten der Stadt befinden sich ausgedehnte Anbauflächen, auf denen Mangos, Avocados, Bananen und Zitruspflanzen wachsen. Etwas nördlich der Stadt liegt der Internationale Flughafen Los Cabos.

## Geschichte
Nach heutiger Erkenntnis lebten vor der Kolonialisierung Amerikas ausschließlich Pericú in der hiesigen Region, die bei ihnen den Namen Añuiti trug, wobei die Bedeutung dieses Wortes heute nicht mehr nachvollzogen werden kann. Die Bezeichnung wurde aber übernommen, als 1730 der Jesuiten-Pater Nicolás Tamaral auf dem heutigen Stadtgebiet die Misión Estero de las Palmas de San José del Cabo Añuiti gründete. Die Bezeichnung San José wählte der Pater zu Ehren von José de la Fuente Peña y Castrejón, einem Förderer bei der Besiedlung der Halbinsel.
1756 lief die von den Philippinen kommende Manila-Galeone Santísima Trinidad nach fünfmonatiger Seereise mit über zweihundert Kranken an Bord die junge Siedlung San José an. Von der Besatzung (435 Personen – Mannschaft und Passagiere) waren 74 unterwegs gestorben, meist an Durchfallerkrankung und Wassermangel, unter ihnen auch der ehemalige Gouverneur der Philippinen, Ovando und dessen Sohn; das Schiff war aus Personalmangel fast manövrierunfähig. An Land starben in San José vor der Weiterreise nach Acapulco noch weitere zehn Personen.
1822 wurde die Stadt von dem britischen Admiral Thomas Cochrane geplündert.
Im Mexikanisch-Amerikanischen Krieg wurde die Stadt 1846 von US-amerikanischen Truppen eingenommen.
1940 wurde an der Stelle der ehemaligen Misión San José del Cabo auf der Westseite der zentralen Plaza Mijares die Iglesia San José errichtet.
In den 1990er Jahren wurden einige Außenbezirke der Stadt bei einem schweren Regensturm überflutet. Die Wassermassen rissen Häuser fort und spülten einige Strände weg.

## Tourismus
Zusammen mit seiner rund 30 km südwestlich gelegenen Schwesterstadt Cabo San Lucas ist San José del Cabo ein wichtiges Tourismuszentrum im äußersten Süden der Halbinsel Baja California.
Während San Lucas eine höhere Anziehungskraft auf junge Partygänger ausübt, fühlen sich ältere Urlauber im ruhigeren und urtümlicheren San José wohler, dessen schmale und hügelige Straßen zwischen eng aneinander liegenden Häusern im spanischen Kolonialstil verlaufen.